# Le Vésinet
Le Vésinet je město v západní části metropolitní oblasti Paříže ve Francii v departmentu Yvelines a regionu Île-de-France. Od centra Paříže je vzdálené 16,4 km.

## Geografie
Sousední obce: Chatou, Croissy-sur-Seine, Le Pecq a Montesson.

## Památky
- kostel Sainte-Marguerite z 19. století
- kostel Sainte-Pauline z 20. století

## Vývoj počtu obyvatel
Počet obyvatel

## Osobnosti obce
- Jean-Louis Barrault, herec
- Emmanuel Berl, novinář a historik

## Partnerská města
- Oakwood, USA
- Outremont, Kanada
- Unterhaching, Německo
- Worcester, Spojené království
- Hunter's Hill, Austrálie
- Villanueva de la Cañada, Španělsko